# Großer Preis von Indien 2013
Der Große Preis von Indien 2013 (offiziell 2013 Formula 1 Airtel Indian Grand Prix) fand am 27. Oktober auf dem Buddh International Circuit in Greater Noida statt und war das 16. Rennen der Formel-1-Weltmeisterschaft 2013.

## Berichte

### Hintergrund
Nach dem Großen Preis von Japan führte Sebastian Vettel in der Fahrerwertung mit 90 Punkten vor Fernando Alonso und mit 120 Punkten vor Kimi Räikkönen. Vettel hatte bei diesem Grand Prix die Möglichkeit den Titel aus eigener Kraft vorzeitig für sich zu entscheiden, wenn er mindestens Fünfter wird. In der Konstrukteurswertung führte Red Bull-Renault mit 148 Punkten vor Ferrari und mit 158 Punkten vor Mercedes.
Beim Großen Preis von Indien stellte Pirelli den Fahrern die Reifenmischungen P Zero Medium (weiß) und P Zero Soft (gelb) sowie für Nässe Cinturato Intermediates (grün) und Cinturato Full-Wets (blau) zur Verfügung. Pirelli gab bei diesem Rennen erstmals eine Empfehlung zur Haltbarkeit der Reifen ab. Die Reifenmischung Soft sollte maximal 15 Runden, die Reifenmischung Medium maximal 35 Runden verwendet werden. Die Empfehlung von Pirelli ist für die Teams nicht verbindlich, allerdings behält sich die FIA vor, bei einem Reifenschaden an einem Satz, mit dem mehr Runden gefahren wurden, eine Strafe auszusprechen.
Mit Vettel (zweimal) trat der einzige ehemalige Sieger zu diesem Grand Prix an.
Als Rennkommissare fungierten Gerd Ennser (DEU), Tom Kristensen (DNK), Kamlesh Patel (IND) und Steve Stringwell (GBR).

### Training
Im ersten freien Training fuhr Vettel die Bestzeit vor seinem Teamkollegen Mark Webber und Nico Rosberg. James Calado übernahm in diesem Training den Force India von Paul di Resta. di Resta kam nicht zum Einsatz, da er sich unwohl fühlte und in diesem Training geschont werden sollte. Alonsos Ferrari wurde nach einer Stunde Trainingszeit langsam und musste mit einem Getriebeschaden an die Box; die letzte halbe Stunde des Trainings fuhr er nicht wieder auf die Strecke und beendete das Training als Zwölfter.
Im zweiten Training blieben die Red-Bull-Piloten Vettel und Webber vorne. Romain Grosjean wurde Dritter. Vettel hatte in diesem Training wieder einmal Probleme mit seinem KERS. Pastor Maldonado verlor eine Radmutter und stellte sein Fahrzeug, ohne das lose Rad zu verlieren, am Streckenrand ab.
Auch im dritten freien Training führte Vettel vor Webber. Alonso war Dritter. Das Training wurde um 20 Minuten verkürzt, da zu viel Smog auf dem Streckengelände war und der Rettungshubschrauber nicht starten konnte. Der Smog trat das ganze Rennwochenende über in unterschiedlichen Intensitäten an der Strecke auf.

### Qualifying
Im ersten Abschnitt des Qualifyings war Jenson Button am Schnellsten. Die Marussia- und Caterham-Piloten sowie Maldonado und Grosjean schieden aus. Grosjean, der in jedem Training in den Top 5 war, schied aus, da er im Gegensatz zu vielen Kontrahenten auf die härtere Reifenmischung setzte. Neben Grosjean verwendete nur Vettel die härtere Reifenmischung. Ihm gelang allerdings die Qualifikation für den nächsten Abschnitt. Im zweiten Teil des Qualifyings ging Vettel in Führung. Die Toro-Rosso- und Force-India-Piloten sowie Esteban Gutiérrez und Valtteri Bottas schieden aus. Im letzten Segment blieb Vettel vorne und erzielte die Pole-Position vor Rosberg und Lewis Hamilton.

### Rennen
Vettel behielt die Führung beim Start und fuhr vorne weg. Dahinter gab es einige Duelle und Berührungen. Während Massa auf der Geraden an den Mercedes-Piloten vorbei auf die zweite Position fuhr, beschädigte sich Alonso im Mittelfeld seinen Frontflügel. Im hinteren Teil kollidierten Chilton und van der Garde, wodurch das Rennen für van der Garde frühzeitig beendet war.
Indes ging Vettel bereits nach der zweiten Runde zum Reifenwechsel an die Box, sodass Massa die Führung übernahm. Zuvor hatte Vettel alle Führungsrunden beim Großen Preis von Indien absolviert. Alonso ging ebenfalls an die Box und ließ den Frontflügel wechseln. Da er auf der härteren Reifenmischung gestartet war, hatte er damit seinen strategischen Vorteil eingebüßt, seinen ersten Stopp länger herauszögern zu können.
In der achten Runde ging schließlich auch Massa an die Box. Damit übernahm Webber die Führung vor Pérez, Ricciardo, Grosjean und Sutil. Die zu diesem Zeitpunkt ersten fünf Piloten waren bis auf Grosjean auf der härteren Reifenmischung ins Rennen gegangen. Alle Fahrer, die auf der weichen Mischung gestartet waren, gingen in dieser Phase an die Box. Grosjean blieb am längsten mit der weichen Mischung auf der Strecke. Vettel machte schnell Positionen gut und lag schon kurz nach seinem Boxenstopp auf der dritten Position. Pérez wurde von seinem Team aufgefordert, Vettel kampflos ziehen zu lassen, um keine Zeit in einem Positionskampf zu verlieren.
Vettel holte auf Webber auf, zu einem Duell auf der Strecke kam es aber nicht, da Webber in der 29. Runde auf die weichere Mischung für einen Zwischensprint wechselte. Diese Strategie verfolgten mehrere andere Fahrer, die auf der härteren Mischung gestartete waren, ebenfalls. Vettel übernahm somit kurzzeitig die Führung, ging dann aber ebenfalls an die Box. Er absolvierte seinen zweiten und letzten Stopp in der 31. Runde. Dadurch ging Webber wieder in Führung. Webber kam zwei Runden nach Vettel zu einem letzten Stopp an die Box und wechselte auf die härtere Mischung zurück. Damit ging Vettel wieder in Führung.
Nach der 35. Runde führte Vettel vor Webber, Sutil, Räikkönen, Rosberg, Grosjean, Massa, Ricciardo, Hamilton und Pérez. Während Sutil noch nicht einmal an der Box gewesen war, hatten Räikkönen und Grosjean schon einen Stopp absolviert. Diese drei Piloten versuchten einen Ein-Stopp-Strategie, die anderen Fahrer planten zwei Stopps. Sutil absolvierte 42 Runden auf der härteren Mischung, bevor er schließlich an die Box ging.
Kurz zuvor war Webber mit einer defekten Lichtmaschine auf dem zweiten Platz liegend ausgefallen. Vettel führte das Rennen somit vor Räikkönen, Rosberg und Grosjean an. Rosberg hatte von den drei Piloten hinter Vettel die frischesten Reifen und holte sukzessive auf Räikkönen, der neben seinen älteren Reifen auch Benzin sparen musste, auf. In der 53. Runde ging Rosberg schließlich vorbei auf die zweite Position. Kurz darauf schlossen auch Grosjean und Massa auf Räikkönen auf. Nach einer kleinen Berührung zwischen Räikkönen und Grosjean in der 56. Runde gingen Grosjean und Massa an Räikkönen vorbei. Wenig später verlor Räikkönen zwei weitere Positionen, als er von Pérez und Hamilton überholt wurde. Pérez ging bei diesem Manöver sowohl an Räikkönen, als auch an Hamilton vorbei.
Räikkönen, der nun auf den siebten Platz zurückgefallen war, entschied sich dann doch noch für einen Reifenwechsel, da sein Vorsprung auf die hinteren Fahrer groß genug war. Mit den frischen Reifen fuhr er schließlich noch die schnellste Rennrunde.
Vettel gewann somit das Rennen vor Rosberg und Grosjean. Es war Vettels sechster Sieg in Folge und Grosjean kam zum dritten Mal in Folge auf dem dritten Platz ins Ziel. Massa, Pérez, Hamilton, Räikkönen, di Resta, Sutil und Ricciardo komplettierten die Top 10.
Vettel sicherte sich mit dem Sieg vorzeitig den vierten Fahrerweltmeistertitel in Folge. Da sein einziger verbliebener Konkurrent um den Weltmeistertitel, Alonso, auf dem elften Platz ins Ziel kam und somit nicht in den Top 2 lag, hätte Vettel die Weltmeisterschaft bei diesem Rennen mit jedem Ergebnis für sich entschieden. Vor Vettel gelang es nur Juan Manuel Fangio (insgesamt fünf Weltmeistertitel) und Michael Schumacher (insgesamt sieben Weltmeistertitel) viermal in Folge Weltmeister zu werden. Vettel zog mit seiner vierten Weltmeisterschaft in dieser Statistik mit Alain Prost gleich. Prost hatte seine Weltmeistertitel jedoch nicht in Folge gewonnen.
Red Bull-Renault gewann ebenfalls zum vierten Mal in Folge die Konstrukteursweltmeisterschaft. Auf der zweiten und dritten Position gab es einen Platztausch zwischen Mercedes und Ferrari.

#### Kommentare der ersten drei Fahrer
„Zunächst einmal möchte ich mich bei den Zuschauern bedanken. Das war heute ein unglaublicher Empfang, und es ist schade, dass wir kommendes Jahr hier nicht mehr fahren. Ich bin sprachlos. Ich habe die Ziellinie überquert und verspürte ein Gefühl der Leere. Es hat eine Ewigkeit gedauert, um darüber nachzudenken, was ich sagen soll. Es ist einer dieser Momente, in dem man so viele Dinge sagen möchte, es aber einfach nicht kann.

Es war eine so phänomenale Saison. Meiner Meinung nach sind das Team und der Geist innerhalb des Teams so stark. Das habe ich schon am Funk gesagt, das verleiht mir so viel Kraft. Es ist ein Vergnügen, in das Auto zu steigen und für die Jungs und Mädchen auf die Strecke zu gehen, alles zu geben.

Das Auto war heute fantastisch. Ich dachte vor dem Rennen heute nicht über die Donuts nach, es ist einfach passiert. Mein Ingenieur bat mich um die übliche Prozedur, aber ich sagte ‚Nein, dieses Mal nicht!‛. Es sind hier so viele Menschen auf den Tribünen, ich musste das einfach tun. Ich wollte allen im Team ein großes Dankeschön aussprechen und allen Leute, die hinter uns stehen.

Es war mit Sicherheit keine einfache Saison, und auch wenn die Außenstehenden dachten, dass wir es in unseren Händen haben, war es meiner Meinung nach schwierig. Für mich persönlich war es eine harte Saison, denn mir schlugen Buhrufe entgegen, selbst wenn ich nichts falsch gemacht habe. Das zu verdauen und die richtige Antwort auf der Strecke zu geben und dafür Akzeptanz zu erhalten, macht mich sehr stolz.

Es ist unglaublich, zu Leuten wie Prost, Fangio und Michael hinzuzustoßen. Meiner Meinung nach ist dies einer der besten Tage in meinem bisherigen Leben. Es gibt so viele Leute, denen ich danken muss. Ich habe immer versucht zuzuhören und zu lernen, und es ist unglaublich, gegen einige der besten Fahrer in der Welt zu fahren.“

„Sebastian ist heute ein großartiges Rennen gefahren und sein vierter WM-Titel ist wohlverdient. Auch für unser Team war es ein sehr wichtiges Rennen. Wir sammelten viele Punkte und liegen nun wieder auf dem zweiten Platz in der Konstrukteurs-Weltmeisterschaft. Ich bin zuversichtlich, dass wir diese Position bis zum Saisonende verteidigen können, denn das Team leistet großartige Arbeit und unser Auto ist gut - uns erwartet jedoch ein harter Kampf.

Ich hatte heute eine gute Geschwindigkeit und wir trafen das Setup hier wirklich auf den Punkt genau. Das Team hat eine fantastische Strategie ausgewählt - dafür besten Dank an meine Jungs. Der einzige Wermutstropfen war, dass ich nach dem Start hinter Felipe Massa zurückfiel. Es war nicht einfach, ihn auf der Strecke zu überholen, dafür gelang es uns beim Boxenstopp. Unser Ziel an diesem Wochenende war, ‚Best of the Rest‘ zu sein - das ist uns gelungen.“

„Wenn man mir gestern gesagt hätte, dass ich hier auf dem Podium stehen würde, dann hätte ich gesagt, dass derjenige verrückt ist. Direkt von Beginn des Rennens an fühlte ich mich auf den weicheren Reifen wohl, und wir sahen ziemlich gut in Form aus. Dann montierten wir die Medium-Reifen, und das Auto war wirklich schnell.

Ich verlor viel Zeit hinter Esteban Gutierrez, was uns vielleicht den Kampf um die zweite Position kostete. Aber wir schafften es, uns danach wieder gut zu erholen. Als ich sah, dass ich bei noch verbleibenden 27 Runden vor Felipe Massa Vierter war, wusste ich, dass es gegen ihn eng werden würde, da wir auf die Reifen achten mussten. Zudem hatten wir am Ende des Rennens ein Problem mit dem Motor, was die Dinge ziemlich schwierig gestaltet hat.

In den letzten Runden hatte Kimi mit seinen Reifen wirklich zu kämpfen, also schaffte ich es, an ihm vorbei zu kommen. Glücklicherweise hatte ich ausreichend Geschwindigkeit, um Felipe hinter mir zu halten. Vor dem Rennen war unsere beste Vorhersage der vierte Rang, sollten wir einen starken Start und ein perfektes Rennen haben. Das war also ein unglaubliches Ergebnis und vom Team eine großartige Leistung.“

## Meldeliste
| Team                          | Nr. | Fahrer              | Chassis           | Motor                | Reifen |
| ----------------------------- | --- | ------------------- | ----------------- | -------------------- | ------ |
| Infiniti Red Bull Racing      | 01  | Sebastian Vettel    | Red Bull RB9      | Renault 2.4 V8       | P      |
| Infiniti Red Bull Racing      | 02  | Mark Webber         | Red Bull RB9      | Renault 2.4 V8       | P      |
| Scuderia Ferrari              | 03  | Fernando Alonso     | Ferrari F138      | Ferrari 2.4 V8       | P      |
| Scuderia Ferrari              | 04  | Felipe Massa        | Ferrari F138      | Ferrari 2.4 V8       | P      |
| Vodafone McLaren Mercedes     | 05  | Jenson Button       | McLaren MP4-28    | Mercedes-Benz 2.4 V8 | P      |
| Vodafone McLaren Mercedes     | 06  | Sergio Pérez        | McLaren MP4-28    | Mercedes-Benz 2.4 V8 | P      |
| Lotus F1 Team                 | 07  | Kimi Räikkönen      | Lotus E21         | Renault 2.4 V8       | P      |
| Lotus F1 Team                 | 08  | Romain Grosjean     | Lotus E21         | Renault 2.4 V8       | P      |
| Mercedes AMG Petronas F1 Team | 09  | Nico Rosberg        | Mercedes F1 W04   | Mercedes-Benz 2.4 V8 | P      |
| Mercedes AMG Petronas F1 Team | 10  | Lewis Hamilton      | Mercedes F1 W04   | Mercedes-Benz 2.4 V8 | P      |
| Sauber F1 Team                | 11  | Nico Hülkenberg     | Sauber C32        | Ferrari 2.4 V8       | P      |
| Sauber F1 Team                | 12  | Esteban Gutiérrez   | Sauber C32        | Ferrari 2.4 V8       | P      |
| Sahara Force India F1 Team    | 14  | James Calado        | Force India VJM06 | Mercedes-Benz 2.4 V8 | P      |
| Sahara Force India F1 Team    | 14  | Paul di Resta       | Force India VJM06 | Mercedes-Benz 2.4 V8 | P      |
| Sahara Force India F1 Team    | 15  | Adrian Sutil        | Force India VJM06 | Mercedes-Benz 2.4 V8 | P      |
| Williams F1 Team              | 16  | Pastor Maldonado    | Williams FW35     | Renault 2.4 V8       | P      |
| Williams F1 Team              | 17  | Valtteri Bottas     | Williams FW35     | Renault 2.4 V8       | P      |
| Scuderia Toro Rosso           | 18  | Jean-Éric Vergne    | Toro Rosso STR8   | Ferrari 2.4 V8       | P      |
| Scuderia Toro Rosso           | 19  | Daniel Ricciardo    | Toro Rosso STR8   | Ferrari 2.4 V8       | P      |
| Caterham F1 Team              | 20  | Charles Pic         | Caterham CT03     | Renault 2.4 V8       | P      |
| Caterham F1 Team              | 21  | Giedo van der Garde | Caterham CT03     | Renault 2.4 V8       | P      |
| Marussia F1 Team              | 22  | Jules Bianchi       | Marussia MR02     | Cosworth 2.4 V8      | P      |
| Marussia F1 Team              | 23  | Max Chilton         | Marussia MR02     | Cosworth 2.4 V8      | P      |

Anmerkungen
1. 1 2  Calado fuhr den Force India mit der Nummer 14 im ersten freien Training. Di Resta übernahm das Fahrzeug anschließend für das restliche Rennwochenende.

## Klassifikationen

### Qualifying
| Pos.                                                                      | Fahrer              | Konstrukteur         | Q1       | Q2       | Q3       | Start |
| ------------------------------------------------------------------------- | ------------------- | -------------------- | -------- | -------- | -------- | ----- |
| 01                                                                        | Sebastian Vettel    | Red Bull-Renault     | 1:25,943 | 1:24,568 | 1:24,119 | 01    |
| 02                                                                        | Nico Rosberg        | Mercedes             | 1:25,833 | 1:25,304 | 1:24,871 | 02    |
| 03                                                                        | Lewis Hamilton      | Mercedes             | 1:25,802 | 1:25,259 | 1:24,941 | 03    |
| 04                                                                        | Mark Webber         | Red Bull-Renault     | 1:25,665 | 1:25,097 | 1:25,047 | 04    |
| 05                                                                        | Felipe Massa        | Ferrari              | 1:25,793 | 1:25,389 | 1:25,201 | 05    |
| 06                                                                        | Kimi Räikkönen      | Lotus-Renault        | 1:25,819 | 1:25,191 | 1:25,248 | 06    |
| 07                                                                        | Nico Hülkenberg     | Sauber-Ferrari       | 1:25,883 | 1:25,339 | 1:25,334 | 07    |
| 08                                                                        | Fernando Alonso     | Ferrari              | 1:25,934 | 1:24,885 | 1:25,826 | 08    |
| 09                                                                        | Sergio Pérez        | McLaren-Mercedes     | 1:26,107 | 1:25,365 | 1:26,153 | 09    |
| 10                                                                        | Jenson Button       | McLaren-Mercedes     | 1:25,574 | 1:25,458 | 1:26,487 | 10    |
| 11                                                                        | Daniel Ricciardo    | Toro Rosso-Ferrari   | 1:25,673 | 1:25,519 | –        | 11    |
| 12                                                                        | Paul di Resta       | Force India-Mercedes | 1:25,908 | 1:25,711 | –        | 12    |
| 13                                                                        | Adrian Sutil        | Force India-Mercedes | 1:26,164 | 1:25,740 | –        | 13    |
| 14                                                                        | Jean-Éric Vergne    | Toro Rosso-Ferrari   | 1:26,155 | 1:25,798 | –        | 14    |
| 15                                                                        | Valtteri Bottas     | Williams-Renault     | 1:26,178 | 1:26,134 | –        | 15    |
| 16                                                                        | Esteban Gutiérrez   | Sauber-Ferrari       | 1:26,057 | 1:26,336 | –        | 16    |
| 17                                                                        | Romain Grosjean     | Lotus-Renault        | 1:26,577 | –        | –        | 17    |
| 18                                                                        | Pastor Maldonado    | Williams-Renault     | 1:26,842 | –        | –        | 18    |
| 19                                                                        | Jules Bianchi       | Marussia-Cosworth    | 1:26,970 | –        | –        | 19    |
| 20                                                                        | Giedo van der Garde | Caterham-Renault     | 1:27,105 | –        | –        | 20    |
| 21                                                                        | Charles Pic         | Caterham-Renault     | 1:27,487 | –        | –        | 21    |
| 22                                                                        | Max Chilton         | Marussia-Cosworth    | 1:28,138 | –        | –        | 22    |
| 107-Prozent-Zeit: 1:31,564 min (bezogen auf Q1-Bestzeit von 1:25,574 min) |                     |                      |          |          |          |       |

### Rennen
| Pos. | Fahrer              | Konstrukteur         | Runden | Zeit        | Start | Schnellste Runde |
| ---- | ------------------- | -------------------- | ------ | ----------- | ----- | ---------------- |
| 01   | Sebastian Vettel    | Red Bull-Renault     | 60     | 1:31:12,187 | 01    | 1:28,116 (54.)   |
| 02   | Nico Rosberg        | Mercedes             | 60     | + 29,823    | 02    | 1:28,816 (49.)   |
| 03   | Romain Grosjean     | Lotus-Renault        | 60     | + 39,892    | 17    | 1:28,796 (57.)   |
| 04   | Felipe Massa        | Ferrari              | 60     | + 41,692    | 05    | 1:28,886 (54.)   |
| 05   | Sergio Pérez        | McLaren-Mercedes     | 60     | + 43,829    | 09    | 1:28,503 (59.)   |
| 06   | Lewis Hamilton      | Mercedes             | 60     | + 52,475    | 03    | 1:29,052 (53.)   |
| 07   | Kimi Räikkönen      | Lotus-Renault        | 60     | + 1:07,988  | 06    | 1:27,679 (60.)   |
| 08   | Paul di Resta       | Force India-Mercedes | 60     | + 1:12,868  | 12    | 1:29,300 (58.)   |
| 09   | Adrian Sutil        | Force India-Mercedes | 60     | + 1:14,734  | 13    | 1:28,419 (60.)   |
| 10   | Daniel Ricciardo    | Toro Rosso-Ferrari   | 60     | + 1:16,237  | 11    | 1:28,831 (60.)   |
| 11   | Fernando Alonso     | Ferrari              | 60     | + 1:18,297  | 08    | 1:28,709 (58.)   |
| 12   | Pastor Maldonado    | Williams-Renault     | 60     | + 1:18,951  | 18    | 1:29,012 (56.)   |
| 13   | Jean-Éric Vergne    | Toro Rosso-Ferrari   | 59     | + 1 Runde   | 14    | 1:29,280 (53.)   |
| 14   | Jenson Button       | McLaren-Mercedes     | 59     | + 1 Runde   | 10    | 1:28,814 (57.)   |
| 15   | Esteban Gutiérrez   | Sauber-Ferrari       | 59     | + 1 Runde   | 16    | 1:28,682 (49.)   |
| 16   | Valtteri Bottas     | Williams-Renault     | 59     | + 1 Runde   | 15    | 1:28,928 (52.)   |
| 17   | Max Chilton         | Marussia-Cosworth    | 58     | + 2 Runden  | 22    | 1:30,335 (56.)   |
| 18   | Jules Bianchi       | Marussia-Cosworth    | 58     | + 2 Runden  | 19    | 1:30,171 (57.)   |
| 19   | Nico Hülkenberg     | Sauber-Ferrari       | 54     | DNF         | 07    | 1:28,947 (52.)   |
| –    | Mark Webber         | Red Bull-Renault     | 39     | DNF         | 04    | 1:29,500 (30.)   |
| –    | Charles Pic         | Caterham-Renault     | 35     | DNF         | 21    | 1:32,907 (32.)   |
| –    | Giedo van der Garde | Caterham-Renault     | 1      | DNF         | 20    | –                |

## WM-Stände nach dem Rennen
Die ersten zehn des Rennens bekamen 25, 18, 15, 12, 10, 8, 6, 4, 2 bzw. 1 Punkt(e).

### Fahrerwertung
| Pos. | Fahrer           | Konstrukteur         | Punkte |
| ---- | ---------------- | -------------------- | ------ |
| 01   | Sebastian Vettel | Red Bull-Renault     | 322    |
| 02   | Fernando Alonso  | Ferrari              | 207    |
| 03   | Kimi Räikkönen   | Lotus-Renault        | 183    |
| 04   | Lewis Hamilton   | Mercedes             | 169    |
| 05   | Mark Webber      | Red Bull-Renault     | 148    |
| 06   | Nico Rosberg     | Mercedes             | 144    |
| 07   | Romain Grosjean  | Lotus-Renault        | 102    |
| 08   | Felipe Massa     | Ferrari              | 102    |
| 09   | Jenson Button    | McLaren-Mercedes     | 60     |
| 10   | Paul di Resta    | Force India-Mercedes | 40     |
| 11   | Nico Hülkenberg  | Sauber-Ferrari       | 39     |

| Pos. | Fahrer              | Konstrukteur         | Punkte |
| ---- | ------------------- | -------------------- | ------ |
| 12   | Sergio Pérez        | McLaren-Mercedes     | 33     |
| 13   | Adrian Sutil        | Force India-Mercedes | 28     |
| 14   | Daniel Ricciardo    | Toro Rosso-Ferrari   | 19     |
| 15   | Jean-Éric Vergne    | Toro Rosso-Ferrari   | 13     |
| 16   | Esteban Gutiérrez   | Sauber-Ferrari       | 6      |
| 17   | Pastor Maldonado    | Williams-Renault     | 1      |
| 18   | Valtteri Bottas     | Williams-Renault     | 0      |
| 19   | Jules Bianchi       | Marussia-Cosworth    | 0      |
| 20   | Charles Pic         | Caterham-Renault     | 0      |
| 21   | Giedo van der Garde | Caterham-Renault     | 0      |
| 22   | Max Chilton         | Marussia-Cosworth    | 0      |

### Konstrukteurswertung
| Pos. | Konstrukteur         | Punkte |
| ---- | -------------------- | ------ |
| 01   | Red Bull-Renault     | 470    |
| 02   | Mercedes             | 313    |
| 03   | Ferrari              | 309    |
| 04   | Lotus-Renault        | 285    |
| 05   | McLaren-Mercedes     | 93     |
| 06   | Force India-Mercedes | 68     |

| Pos. | Konstrukteur       | Punkte |
| ---- | ------------------ | ------ |
| 07   | Sauber-Ferrari     | 45     |
| 08   | Toro Rosso-Ferrari | 32     |
| 09   | Williams-Renault   | 1      |
| 10   | Marussia-Cosworth  | 0      |
| 11   | Caterham-Renault   | 0      |